# Utricularia lazulina
Utricularia lazulina este o specie de plante carnivore din genul Utricularia, familia Lentibulariaceae, ordinul Lamiales, descrisă de Peter Geoffrey Taylor. Conform Catalogue of Life specia Utricularia lazulina nu are subspecii cunoscute.